# Stamlijn La Grande Paroisse
De stamlijn La Grande Paroisse was een Franse spoorlijn die Douai verbond met de chemische fabriek Grande Paroisse in Sin-le Noble. De lijn was 4,8 km lang en had als lijnnummer 272 641.

## Geschiedenis

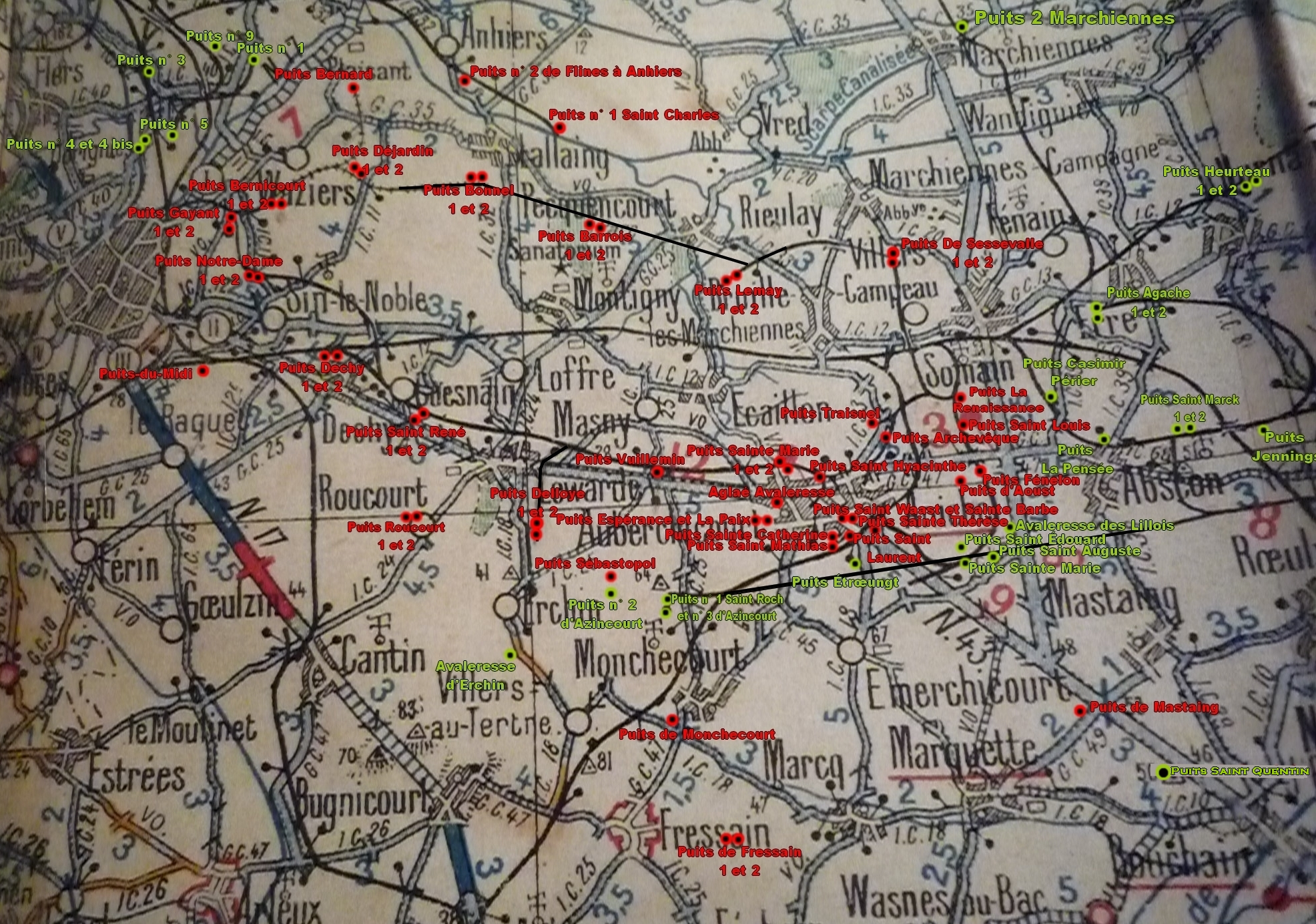
Locatie van de diverse mijnzetels tussen Somain en Douai.

De lijn is als private mijnspoorlijn door de Compagnie des mines d'Aniche aangelegd aan het eind van de 19e eeuw om de diverse mijnzetels te verbinden. Later is deze door de Franse spoorwegen overgenomen.

## Aansluitingen
In de volgende plaatsen is of was er een aansluiting op de volgende spoorlijnen:
Douai
RFN 259 000, spoorlijn tussen Saint-Just-en-Chaussée en Douai
RFN 262 000, spoorlijn tussen Douai en Blanc-Misseron
RFN 272 000, spoorlijn tussen Paris-Nord en Lille
RFN 272 311, raccordement express Douai-Leforest
RFN 272 326, raccordement van Douai
RFN 272 648, stamlijn tussen Douai en Waziers
Fosse Gayant
lijn tussen Somain en Waziers
Fosse Notre Dame
lijn tussen Somain en Sin-le-Noble